# Jeanne Beijerman-Walraven
Jeanne Beijerman-Walraven (14 juin 1878 — 20 septembre 1969) est une compositrice néerlandaise.

## Biographie
Elle est née à Semarang, Indonésie, et a étudié en cours privés avec Frits Koeberg (nl) à La Haye,.
Les premières compositions de Beijerman-Walraven sont de style romantique tardif mais elle adopte par la suite des techniques contemporaines et ses œuvres deviennent plus tard plus expressionnistes. Même si elle obtient de la reconnaissance pour son travail dès le début de sa carrière, son travail a rarement été joué après les années 1920.
Elle meurt à Arnhem en 1969.

## Œuvres
- Ouverture de Concert pour orchestre, 1910
- Orkeststuk pour orchestre, 1921
- Lento et Allegro moderato pour orchestre, 1921
- Sonate, violon, piano, 1909, 1952
- Koraal, orgue/piano, 1911
- Quatuor à cordes, 1912
- 2 stukken, pianoforte, 1929
- Andante espressivo con molta emozione, pianoforte, 1950
- Pan (H. Gorter), S, pf
- Het is winter, S, pf
- Licht mijn licht, SATB
- Uit de wijzangen (R. Tagore, trans. F. van Eeden), Mezzo-soprano, piano, avant 1916
- Ik moet mijn boot te de l'eau laten, Nu mogen alle vregdewijzen zich mengen; De zieke buur (F. Pauwels) orchestre, 1922
- Dans den stroom (H. Keuls), chant, 1924
- Feestlied (Keuls), soprano, piano/orchestre, 1926
- Om de stilte (Keuls), chanson, 1940
- Mère (3 poèmes de M. Carême), violon basse, piano, 1950
- De rampe (Renée), de la chanson, 1953

## Source
- (en) Cet article est partiellement ou en totalité issu de l’article de Wikipédia en anglais intitulé « Jeanne Beijerman-Walraven » (voir la liste des auteurs).